# Studzianna (gmina)
Studzianna (od 1973 Poświętne) – dawna gmina wiejska istniejąca do 1954 roku w woj. kieleckim, łódzkim i ponownie kieleckim. Nazwa gminy pochodzi od wsi Studzianna, lecz siedzibą władz gminy było Poświętne. 
W okresie międzywojennym gmina Studzianna należała do powiatu opoczyńskiego w woj. kieleckim. 1 kwietnia 1939 roku gminę wraz z całym powiatem opoczyńskim przeniesiono do woj. łódzkiego. Po wojnie gmina przez krótki czas zachowała przynależność administracyjną, lecz już 6 lipca 1950 roku została wraz z całym powiatem przyłączona z powrotem do woj. kieleckiego.
Według stanu z dnia 1 lipca 1952 roku gmina składała się z 11 gromad: Anielin, Dęba, Dęborzeczka, Kozłowiec, Małoszyce, Mysiakowice, Ponikła, Poręby, Poświętne, Stefanów i Studzianna.
Jednostka została zniesiona 29 września 1954 roku wraz z reformą wprowadzającą gromady w miejsce gmin. Po reaktywowaniu gmin z dniem 1 stycznia 1973 roku gminy Studzianna nie przywrócono, utworzono natomiast jej terytorialny odpowiednik, gminę Poświętne w tymże powiecie i województwie (obecnie w woj. łódzkim).